# Electroliză Kolbe
Electroliza Kolbe sau reacția Kolbe este o reacție chimică organică denumită după Hermann Kolbe. Este o reacție de dimerizare decarboxilativă dintre doi acizi carboxilici (sau doi ioni carboxilat). Ecuația generală a reacției este:

## Exemple
Mecanismul de reacție include un proces radicalic în două etape: decarboxilarea electrochimică duce la formarea unui radical intermediar, urmând ca apoi doi astfel de intermediari să se lege, formând o legătură covalentă. Ca și exemplu, prin electroliza acidului acetic se obține etan și dioxid de carbon:
CH3COOH → CH3COO− → CH3COO· → CH3· + CO2
2CH3· → CH3CH3
Un alt exemplu este sinteza 2,7-dimetil-2,7-dinitrooctanului de la acidul 4-metil-4-nitrovaleric: